# Scleropauropus carmelus
Scleropauropus carmelus är en mångfotingart som beskrevs av Ulf Scheller 1999. Scleropauropus carmelus ingår i släktet hårdfåfotingar, och familjen fåfotingar. Inga underarter finns listade i Catalogue of Life.